# Erik Charpentier
Carl Erik Charpentier, född 17 augusti  1897 i Sölvesborg, död 17 februari 1978 i Lund, var en svensk gymnast. Han blev olympisk guldmedaljör 1920.